# 申鍾
申鍾（?—?），《太平御览》作申録，字道时，魏郡人，十六国时后赵大臣。
他担任广昌县令的时候，据说白鸟在他庭院中的树上筑巢，甘露降在厅前。334年，石虎称居摄赵天王时，任命申鍾为侍中，迁司徒。石虎晚年不理朝政，大兴土木，太尉、秦公石韬和太子石宣专权跋扈，申鍾屡次劝谏，石虎不采纳。冉闵杀石鉴，申鍾与司空郎闿等上尊号给冉闵。冉闵称帝，任命申鍾为太尉。冉魏永兴三年（352年），前燕慕容评破冉闵军，申鍾与诸王公卿被俘送至蓟（今北京西南）。燕帝慕容儁任命他为大将军右长史。其子申胤，曾孙申恬、申谟。

## 子孙
- 子：申绍
- 子：申胤
- 子：申道生，前燕辅国将军、兖州刺史、金乡县侯
  - 孙：某
    - 曾孙：申之
    - 曾孙：申洪之
- 子：某
  - 孙：申永
    - 曾孙：某
      - 玄孙女：乞伏居妻

    - 曾孙：申坦
      - 玄孙：申令孙
        - 申孝叔

      - 玄孙：申阐
- 子：某
  - 孙：申宣
    - 曾孙：申谟
      - 玄孙：申元嗣
      - 玄孙：申谦
      - 玄孙：申灵度

    - 曾孙：申恬
      - 玄孙：申寔
- 子：申邃
  - 孙：某
    - 曾孙：申爽
      - 玄孙：申隆道
        - 申明仁
          - 申徽，北海章公
            - 申康，北海公
            - 申敦
            - 申静
            - 申处，同昌县侯
- 子：某
  - 孙：某
    - 曾孙：申纂
      - 玄孙：申景义